# Municipio de Lake (condado de Hall)
El municipio de Lake (en inglés: Lake Township) es un municipio ubicado en el condado de Hall en el estado estadounidense de Nebraska. En el año 2010 tenía una población de 396 habitantes y una densidad poblacional de 5,66 personas por km².

## Geografía
El municipio de Lake se encuentra ubicado en las coordenadas 41°0′23″N 98°19′57″O / 41.00639, -98.33250. Según la Oficina del Censo de los Estados Unidos, el municipio tiene una superficie total de 70.02 km², de la cual 70,02 km² corresponden a tierra firme y (0 %) 0 km² es agua.

## Demografía
Según el censo de 2010, había 396 personas residiendo en el municipio de Lake. La densidad de población era de 5,66 hab./km². De los 396 habitantes, el municipio de Lake estaba compuesto por el 95,71 % blancos, el 3,79 % eran de otras razas y el 0,51 % eran de una mezcla de razas. Del total de la población el 5,05 % eran hispanos o latinos de cualquier raza.